# Cynanchum absconditum
Cynanchum absconditum är en oleanderväxtart som beskrevs av S. Liede. Cynanchum absconditum ingår i släktet Cynanchum och familjen oleanderväxter. Inga underarter finns listade i Catalogue of Life.